# Noé Ela
Pour les articles homonymes, voir Ela.
Noé Ela, né le 17 avril 2003 à Madrid, est un footballeur international équatoguinéen qui joue au poste d'avant-centre au CD Numancia.

## Biographie

### Carrière en club
Né à Madrid en Espagne, Noé Ela est formé par le UD Logroñés, où il commence sa carrière professionnelle en championnat d'Espagne de troisième division,.
En aout 2023, il est transféré au CD Numancia en quatrième division,.

### Carrière en sélection
En juin 2023, Ela est convoqué pour la première fois avec l'équipe senior de Guinée équatoriale.Il honore sa première sélection le 6 septembre 2023, lors du match nul 1-1 contre la Libye, avec leur qualification en Coupe d'Afrique des nations 2023 déjà acquise,,.
En janvier 2024, il est sélectionné pour prendre part à la CAN 2023, organisée en Côte d'Ivoire,.
La Guinée équatoriale s'illustre lors de cette compétition, terminant première d'un groupe qui comprend deux grands favoris : le Nigeria et la Côte d'Ivoire. Ils humilient cette dernière à domicile, avec une victoire 4-0 historique lors du dernier match poule,,.